# Такахасі Дайсуке
Така́хасі Да́йсуке (яп. 髙橋 大輔, たかはしだいすけ; 16 березня 1986) — японський фігурист, що виступає у чоловічому одиночному фігурному катанні. Чемпіон світу серед юніорів 2002 року, переможець Чемпіонату Чотирьох Континентів з фігурного катання 2008 року, чотириразовий чемпіон Японії з фігурного катання (2006—08, 2010), срібний призер Чемпіонату світу з фігурного катання 2007 року, бронзовий призер Зимових Олімпійських ігор 2010 (Ванкувер, Канада).

## Кар'єра
Такахасі Дайсуке народився 16 березня 1986 в місті Курасікі префектури Окаяма, в Японії. Він почав кататися на ковзанах у 8-річному віці. Поруч з його будинком відкрилась ковзанка, і Дайсуке з мамою пішов подивитись на хокеїстів та фігуристів. Мама хотіла записати його в хокейну секцію, але сину припало до душі фігурне катання, на користь якого й було зроблено вибір.
Дайсуке Такахасі виграв свій перший (і єдиний) Чемпіонат світу серед юніорів у 2002 році. Він є першим японським одиночником, який переміг на цих змаганнях.
У наступному сезоні (2003 рік) Такахасі перейшов на дорослий рівень, і його зростання уповільнилось. Чемпіонат світу з фігурного катання 2005 року був кваліфікаційним для участі у ХХ Зимовій Олімпіаді (Турин, 2006). У національній першості Такахасі був другим після Такесі Хонда, але той зазнав травми, і Дайсуке представляв Японію на тогорічному Чемпіонаті світу з фігурного катання. Він посів лише 15-е місце, відтак Японія отримала право виставити на Олімпіаді тільки одного учаника у турнірі одиночників.

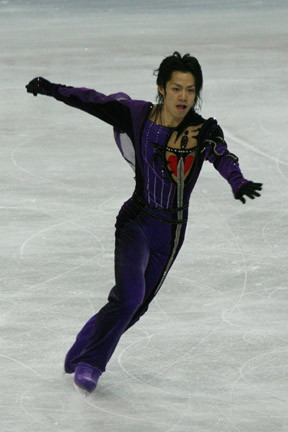
Дайсуке Такахасі на Чемпіонаті світу з фігурного катання 2008 року

У сезоні 2005/2006 фігурист змагався з Ода Нобунарі за цю єдину путівку на Олімпійські ігри. Обидва суперники дуже добре показали себе у серії Гран-При сезону. На національній першості Японії з фігурного катання спершу переможцем оголосили Ода, однак згодом начебто виявили комп'ютерний огріх, і «золотом» було нагороджено Такахасі. Для розв'язання напівскандальної ситуації Японська федерація ковзанярського спорту прийняла компромісне рішення — місце на престижнішому старті, на Олімпіаді було віддано Такахасі, а на Чемпіонат світу з фігурного катання 2006 року поїхав Ода (ставши там 4-м). Попри те, що в олімпійському турнірі фігуристів-одиночників (2006) Дайсуке претендував на медаль, зрив довільної «опустив» його на загальну 8-му позицію.
У наступному сезоні (2006/2007) Такахасі, вдало виступивши на етапах серії Гран-Прі сезону, кваліфікувався до Фіналу Гран-Прі, в якому здобув високе 2-е місце, і це попри незадовільний стан здоров'я. Потому він удруге поспіль виграв Чемпіонат з фігурного катання Японії, а також Зимову Універсіаду—2007 у Турині. На світовій першості того ж року (2007) він уперше на такому високому рівні виступав перед рідною публікою, й завоював на змаганнях срібну медаль, яка стала першою медаллю такого ґатунку Чемпіонатів світу з фігурного катання серед одиночників для Японії.
У сезоні 2007/2008 Такахасі Дайсуке знову став другим у Фіналі Гран-Прі, а за декілька тижнів утретє здобув золото національної першості Японії з фігурного катання, відібравшись, таким чином, для участі на світовій першості 2008 року. На Чемпіонаті Чотирьох Континентів з фігурного катання того ж року Дайсуке встановив новий персоналбест для одиночників (рекорд за набраними балами) у довільній програмі (175,84) та за сумою обох прокатів (264,41). Показуючи такий високий рівень спортивної форми, Такахасі вважався фаворитом Чемпіонату світу з фігурного катання 2008 року, але став на ньому лише 4-м.
Декілька років до весни 2008 року Дайсуке розділяв своє життя між Нью-Джерсі (США), де він працював з відомим російським фахівцем з фігурного катання тренером Миколою Морозовим, та Осакою (Японія), де тренувався під наставництвом Утако Нагаміцу і де навчався в Університеті Кансай. Але в травні 2008 року Такахасі оголосив про те, що не співпрацюватиме більше з Морозовим, адже той узявся тренувати його прямого конкурента Нобунарі Оду..
На початку сезону 2008/2009 спортсмен травмував коліно, невдало виконавши стрибок на тренуванні, в результаті чого не взяв участь у одному з перших етапів серії Гран-Прі сезону «Cup of China» — 2008. Згодом, після ретельного обстеження, з'ясувалось, що Дайсуке має бути прооперованим, і йому доведеться пропустити весь сезон..
Сезон 2009/2010, коли Такахасі повернувся, почався для спортсмена зі срібла на етапі Гран-Прі «Skate Canada» — 2009 та 4-го місця на «рідному» «NHK Trophy» — 2009, що, втім, дозволило йому взяти участь у Фіналі Гран-Прі, де він став лише 5-м. Потім фігурист вчетверте переміг на внутрішній першості з фігурного катання в Японії. У лютому 2010 року в складі Олімпійської Збірної Японії Такахасі Дайсуке у олімпійському турнірі фігуристів-одиночників на XXI Зимовій Олімпіаді (Ванкувер, 2010) завоював бронзову медаль.

## Спортивні досягнення

### після 2007 року
| Сезони/Змагання                                     | 2007/2008 | 2009/2010 |
| --------------------------------------------------- | --------- | --------- |
| Зимові Олімпійські ігри                             |           | 3         |
| Чемпіонати світу з фігурного катання                | 4         |           |
| Чемпіонати Чотирьох Континентів з фігурного катання | 1         |           |
| Чемпіонати Японії з фігурного катання               | 1         | 1         |
| Фінали Гран-Прі                                     | 2         | 5         |
| Етапи Гран-Прі: «Skate Canada»                      |           | 2         |
| Етапи Гран-Прі: «NHK Trophy»                        | 1         | 4         |
| Етапи Гран-Прі: «Skate America»                     | 1         |           |
| Турніри: «Finlandia Trophy»                         |           | 1         |

- — * сезон 2008/2009 Такахасі повністю пропустив.

### до 2007 року
| Сезони/Змагання                                     | 1999/2000 | 2000/2001 | 2001/2002 | 2002/2003 | 2003/2004 | 2004/2005 | 2005/2006 | 2006/2007 |
| --------------------------------------------------- | --------- | --------- | --------- | --------- | --------- | --------- | --------- | --------- |
| Зимові Олімпійські ігри                             |           |           |           |           |           |           | 8         |           |
| Чемпіонати світу з фігурного катання                |           |           |           |           | 11        | 15        |           | 2         |
| Чемпіонати Чотирьох Континентів з фігурного катання |           |           |           | 13        | 6         | 3         |           |           |
| Чемпіонати світу з фігурного катання серед юніорів  |           |           | 1         |           |           |           |           |           |
| Чемпіонати Японії з фігурного катання               |           |           | 5         | 4         | 3         | 6         | 1         | 1         |
| Чемпіонати Японії з фігурного катання серед юніорів | 3         | 4         | 1         |           |           |           |           |           |
| Зимові Універсіади                                  |           |           |           |           |           | 1         |           | 1         |
| Фінали Гран-Прі                                     |           |           |           |           |           |           | 3         | 2         |
| Етапи Гран-Прі: «NHK Trophy»                        |           |           |           | 8         |           |           | 3         | 1         |
| Етапи Гран-Прі: «Skate America»                     |           |           |           |           |           |           | 1         |           |
| Етапи Гран-Прі: «Skate Canada»                      |           |           |           |           | 7         |           |           | 2         |

## Виноски
1. ↑  Lynn Rutherford (6.5.2008). Takahashi splits with coach Morozov. IceNetwork.com. Архів оригіналу за 14 березня 2012. Процитовано 2 квітня 2009.
2. ↑  Такахасі пропустить китайський етап «Гран-Прі» через травму. Championat.ru. 4 ноября 2008. Процитовано 2.04 2009.[недоступне посилання з травня 2019]
3. ↑  Такахасі через травму коліна пропустить весь сезон. Sports.ru. 18.11.2008. Архів оригіналу за 14 березня 2012. Процитовано 2.04.2009.